# 오덕초등학교
오덕초등학교는 대한민국 강원특별자치도 철원군 동송읍 오덕리에 있는 공립 초등학교다.

## 학교 연혁
- 1930년 4월 30일 동송공립보통학교(4년제) 개교
- 1938년 4월 1일 교명 변경(동송공립심상소학교)
- 1941년 4월 1일 교명 변경(동송공립국민학교)
- 1954년 10월 21일 수복 개교(동송국민학교)
- 1960년 4월 6일 교명 변경(오덕국민학교)
- 1996년 3월 1일 오덕초등학교로 개칭
- 1999년 9월 1일 양지초등학교 본교로 병합
- 2002년 3월 1일 정연초등학교 본교로 병합

## 참고 자료
- 오덕초등학교 - 한국교육학술정보원 학교알리미